# Makynia
Le village de Makynia (autrefois nommé Kato Mammako) est situé à environ quatre kilomètres au nord-ouest du promontoire d'Antirion (en Grèce dans la région de Grèce occidentale). Il est dominé, au nord, par une hauteur au sommet de laquelle gisent les restes d'une forteresse antique.

## Description du site antique
Un chemin carrossable conduit à mi-pente de la colline. La suite peut être gravie assez facilement à pied. Il n'existe cependant aucun sentier. Le fort est grossièrement de forme ovale. Il s'inscrit dans un rectangle d'environ 150 mètres de long sur 80 mètres de large.
Les traces de huit tours rectangulaires peuvent être relevées. Leurs fronts varient de 6,40 m à 6,90 m. Elles sont disposées à intervalles irréguliers (minimum 30 m, maximum 40 m). À l'extrémité ouest, en revanche, le système défensif est composé seulement de deux redents de 2,80 m de saillie.
L'entrée principale de la forteresse est placée à l'est. Elle est constituée de deux tours rectangulaires qui, disposées judicieusement, forment une sorte d'entonnoir dont la partie la plus large est tournée vers l'intérieur. À l'étranglement, qui mesure 2,10 m, demeurent encore les traces des piédroits sur lesquels s'appuyait le vantail.
Les tours qui flanquent cette entrée sont en très mauvais état, et il est impossible de relever l'indice d'une feuillure d'angle. Il n'y en a d'ailleurs aucun non plus sur les autres tours. Deux ouvertures ont été encore ménagées dans la muraille. La poterne, située au nord de la porte, est peu visible : à cet endroit, le mur n'a plus qu'une assise de hauteur. Il est, de plus, recouvert par la végétation qui rend les observations bien difficiles. En revanche, la poterne sud-ouest se distingue plus aisément. Large de 1,30 m, elle est accostée de deux petits flanquements carrés de près de deux mètres de côté. Ces derniers ont l'originalité de faire saillie vers l'intérieur d'enceinte, formant ainsi une sorte de couloir de 4,60 m de long.
Quant à la courtine, c'est sur la partie nord de la forteresse qu'il convient de l'observer, car c'est là qu'elle est dans le meilleur état. Le mur s'élève sur cinq assises de grand appareil (les dimensions variant de 0,80 m à 1,30 m de long, pour 0,70 m de hauteur), dont la forme est approximativement celle d'un rectangle. Ici, la courtine a conservé deux parements sur une dizaine de mètres. Ailleurs, c'est en général celui de l'intérieur qui a subsisté. Dans la partie sud, des blocs sont placés en boutisses sur près de cinquante mètres de long, suivant des intervalles qui varient de 6 à 12 m. Leur fonction était évidemment d'accroître la solidité de la maçonnerie, ce qui était certainement indispensable, étant donné la mauvaise qualité du matériau utilisé : une pierre locale qui résiste peu à l'érosion. L'emplecton, là où il a subsisté, ne présente pas de particularité : il est constitué de petites pierres et de terre. La largeur de la courtine, quand on peut la mesurer, varie entre 2,55 m et 2,65 m.
Seuls les commentaires de Strabon peuvent permettre une identification. Dans sa description de la région, il fait mention de deux villes : Molýkrio et Makynia, et du mont Taphiassos. Or, on est sûr que Molykria était plus à l'est, près de l'actuelle Antirion, (bien qu'elle n'ait pas été retrouvée). C'est donc le mont Taphiassos (aujourd'hui Klokova) qui porterait les ruines de Makynia.
Strabon nous donne en même temps quelques précisions sur l'origine de ces cités. Il reproche, en effet, à Hellanicos de les compter parmi les villes primitives, alors qu'elles auraient été fondées après le retour des Héraclides. Il parait possible, quoique non certain, que la forteresse de Makynia ait été occupée par les Étoliens lorsqu'ils prirent Molykria au cours d'un épisode de la guerre du Péloponnèse. Les fortifications du site de Makynia sont très endommagées. La construction présente un travail fruste et peu soigné. Les traces de la muraille, cependant, restent, dans l'ensemble, bien lisibles. Il est possible de relever la disposition des tours et des redents. Il faut également noter l'originalité de deux entrées : la porte principale et la poterne sud-ouest. En fait, c'est surtout par son plan facilement déchiffrable que cette forteresse est digne d'intérêt.